# Ralf Bergen
Ralf Bergen (* 11. November 1940 in Heydebreck, Oberschlesien) ist ein deutscher Politiker (CDU).

## Leben
Nach dem Erreichen der Fachhochschulreife und abgeschossener Ausbildung war Bergen als Bergmann fünfzehn Jahre lang Soldat auf Zeit. Daraufhin machte er die Ausbildung zum Radio- und Fernsehtechniker und eine Ausbildung bei der Verwaltungsschule der Bundeswehr zum Beamten des gehobenen Dienstes. Zuletzt war er als Verbindungsmann zwischen Truppe und ziviler Verwaltung tätig.
Bergen war von 1983 bis 2003 Mitglied der Bremischen Bürgerschaft für die Stadt Bremerhaven.